# Neotabuda multisetosa
Neotabuda multisetosa är en tvåvingeart som beskrevs av Lyneborg 1980. Neotabuda multisetosa ingår i släktet Neotabuda och familjen stilettflugor. Inga underarter finns listade i Catalogue of Life.